# Giấy dó

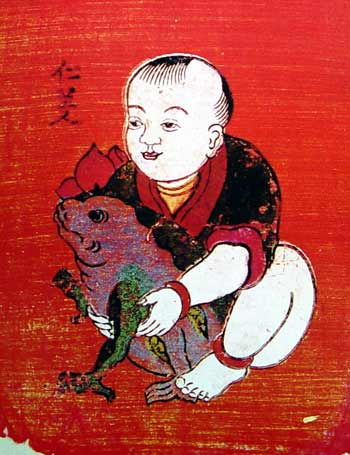
Tranh Đông Hồ được làm từ giấy dó

Giấy dó là loại giấy được sản xuất từ vỏ những cây dó (như dó giấy, dó liệt...), theo quy trình thủ công được truyền lại qua nhiều thế hệ ở một số làng nghề ở Việt Nam. Giấy được dùng cho vẽ tranh trong mỹ thuật dân gian Việt Nam, đặc biệt là để làm giấy điệp cho tranh Đông Hồ, hay lưu giữ các tài liệu, nhờ vào nhiều ưu điểm, nổi bật nhất là độ bền theo thời gian.

## Sản xuất giấy dó
Từ các làng nghề truyền thống sản xuất giấy dó ở Kinh thành Thăng Long xưa cho thấy: về cơ bản, giấy dó sản xuất thủ công, nên không có tác động của hoá  chất trong tờ giấy. Vỏ cây dó được ngâm trong nước vôi với thời gian ba tháng, sau đó được nấu cách thủy khoảng 3 ngày 2 đêm cho đến khi ngửi thấy mùi thơm của vỏ cây được nấu chín nhừ hoặc thấy phần thịt của vỏ cây dó trong lại. Dùng dao nhỏ bóc bỏ lần vỏ đen đi, giã bằng cối và chày cho đến khi thành một dạng bột nhuyễn rồi cho bột dó vào một cái rá to có đường kính hơn một mét được đan bằng tre để đãi sạch nước vôi, gọi là "đãi bìa". Dùng chất nhầy từ cây mò (chi Clerodendrum) tạo hỗn hợp kết dính. Hỗn hợp này gọi là "nhớt gỗ" mà người thợ sẽ pha với nước, lỏng hay đặc tùy theo loại giấy. Khi xeo giấy, người thợ dùng "liềm xeo" - liềm là một mành nứa hoặc giang chẻ nhỏ như sợi tăm rồi dùng sợi tơ xe lại mua ở làng Triều Khúc về đan lại - công đoạn đan liềm này do các thợ thủ công ở làng Cáo Đỉnh đảm nhận. Thợ xeo chao đi chao lại trong bể bột dó. Lớp bột dó trên liềm chính là tờ giấy dó sau khi kết thúc công đoạn xeo, ép, bóc, can, phơi (sấy), lột giấy. Tơ dó kết lại với nhau, như cái mạng nhện nhiều lớp, tạo nên tờ giấy dó. Sự kết mạng như vậy đã làm cho tờ giấy dó có độ xốp. Vì xốp nên giấy dó rất nhẹ và hút mực. Các công cụ sản xuất giấy dó hầu như bằng tre, gỗ và dùng ánh sáng tự nhiên để làm khô giấy. Giấy dó được sản xuất theo quy trình này không có độ axít nên tờ giấy dó có tuổi thọ rất cao. Từ việc ngày nay chúng ta còn lưu giữ được các bản sắc phong cổ trong một số di tích đình, đền, miếu thờ đã cho thấy: giấy dó có độ tuổi thọ tới hơn 500 năm.                      Tiếng chày giã dó đã đi vào ca dao:                                            "Gió đưa cành trúc la đà,       tiếng chuông Trấn Vũ canh gà Thọ Xương.                               Mịt mù khói tỏa ngàn sương,               Nhịp chày Yên Thái mặt gương Tây Hồ".                             Phường Yên Thái ở bờ tây nam hồ Tây, tục gọi là kẻ Bưởi, từ thế kỷ 12 đã là nơi chính làm giấy dó dùng để viết hoặc in, gồm ba làng: Hồ Khẩu, Đông Xã, An Thái Thọ (do sáp nhập hai làng An Thái và Thọ An vào). Hai làng Hồ Khẩu và Đông Xã thì làm giấy dó khổ lớn hơn mà mịn mặt hơn dùng để làm tranh dân gian. Đến cuối thế kỷ 20, năm 1986 thì nghề thủ công làm giấy gần như bỏ hẳn.

## Đặc tính lý hóa của giấy dó
- Giấy dó có đặc tính xốp nhẹ, bền dai, không nhoè khi viết vẽ, ít bị mối mọt, hoặc dòn gãy, ẩm nát.

Giấy dó xốp, nhẹ do nguyên liệu, cách chế biến, xử lý nguyên liệu và công nghệ sản xuất giấy dó quy định. Giấy dó có cấu trúc dạng sợi, các xơ sợi li ti cố kết với nhau tựa mạng nhện, nhiều lớp, không theo thứ tự sợi ngang, dọc như tấm lụa dệt, mà theo dạng chuyển động brown, đa chiều. Giấy dó có trọng lượng riêng bằng khoảng một nửa các loại giấy sản xuất công nghiệp.
Giấy dó Yên Thái đã được xuất khẩu sang nhiều quốc gia trên thế giới và được bạn hàng ưa chuộng. Các họa sĩ người Pháp đã sử dụng giấy dó Yên Thái (khổ lớn) để vẽ tranh bằng mực tàu theo phương pháp tranh cổ điển phương Đông. Một vài bảo tàng ở châu Âu cũng đã dùng giấy dó để lót bồi phía sau tranh vẽ. Với đặc tính chống ẩm rất cao, giấy dó giúp cho các tác phẩm nghệ thuật không bị ẩm mốc.
- Độ bền:

Tại các Trung tâm Lưu trữ Quốc gia, trong số những tài liệu giấy, thì tài liệu giấy dó có tuổi thọ cao nhất. Các tài liệu giấy dó (điển hình là các sắc phong tại các đình, đền) là những loại tài liệu được sản sinh lâu đời nhất, từ khi các phương tiện bảo quản chưa được phát triển.
- Bắt màu, hút ẩm và thoát ẩm: Vì xốp nên giấy dó rất dễ bắt màu khi viết, in
- Cách nhiệt, cách âm, thẩm âm, cháy kiệt: Cũng vì xốp nên giấy dó cách nhiệt, cách âm tốt, do có cấu trúc dạng sợi đa chiều

## Cây dó giấy
Nguyên liệu chủ yếu của giấy dó vùng Kinh Bắc và Hà Nội là cây dó giấy. Một số nơi khác còn dùng cây dướng, cây dó liệt.
Cây dó giấy, Rhamnoneuron balansae, thuộc họ Trầm Thymelaeaceae, là một loại cây nhỏ trong nhóm cây gỗ lớn, cao 8-12m, đường kính thân ≤ 30cm, cành non phủ đầy lông. Lá mọc cách, phiến hình trứng thuôn, dài 10–20 cm, rộng 3-3,5 cm, tròn, thót nhọn ở đầu, mỏng, nhẵn ở mặt trên có lông ngắn và nằm ở mặt dưới, có 20 - 25 đôi gân, bậc hai gần như song song; cuống lá dài 3 - 4mm, có lông và có cánh.
Cụm hoa ở đầu cành là chùy thưa dài hơn lá, có lông. Cụm hoa đơn vị là tán, gồm 4 hoa không cuống, khi non được bao bởi hai lá bắc tổng bao dài 6 - 7mm, có lông len. Hoa màu trắng, lưỡng tính, thơm. ống đài dài 1 cm, hơi loe ở giữa, phủ đầy lông ở ngoài, nhẵn, ở trong mang 4 lá đài trên đầu. Lá đài hình trứng, to nhỏ không bằng nhau, dài 2mm, có lông ở mặt ngoài. Nhị 8, xếp thành hai vòng không dài bằng nhau.
Đĩa tuyến mật cao 1,5 - 2mm, hình chén mỏng, mép lượn sóng. Bầu hơi có cuống, phủ đầy lông; vòi ngắn; núm to, gần hình bán cầu. Quả khô không tự nở, hình trứng, dài 7mm; vỏ quả ngoài mỏng, phủ đầy lông màu vàng nhạt. Hạt hình thoi, dài 6mm, rộng 1,7mm. Cây dó giấy thường mọc ở vùng Hòa Bình, Phú Thọ, Yên Bái, Tuyên Quang, Sơn La, Lai Châu.

## Các loại giấy dó
Giấy dó sản xuất tại làng An Cốc (Hà Tây cũ) có bảy loại:
1. Giấy phương
2. Giấy trúc
3. Giấy khay
4. Giấy để tạo giấy sắc
5. Giấy vua phê
6. Giấy hành ri
7. Giấy dó bìa

Tại Hà Nội:
1. Giấy sắc (Nghĩa Đô)
2. Giấy moi, giấy phèn làm từ nguyên liệu thô hơn, có mặt giấy khô ráp, sử dụng để gói hàng (Yên Thái)
3. Giấy xề: làm từ các đầu mẩu vỏ dó bị loại bỏ (làng Kẻ Cót hay làng Cót)

## Ứng dụng

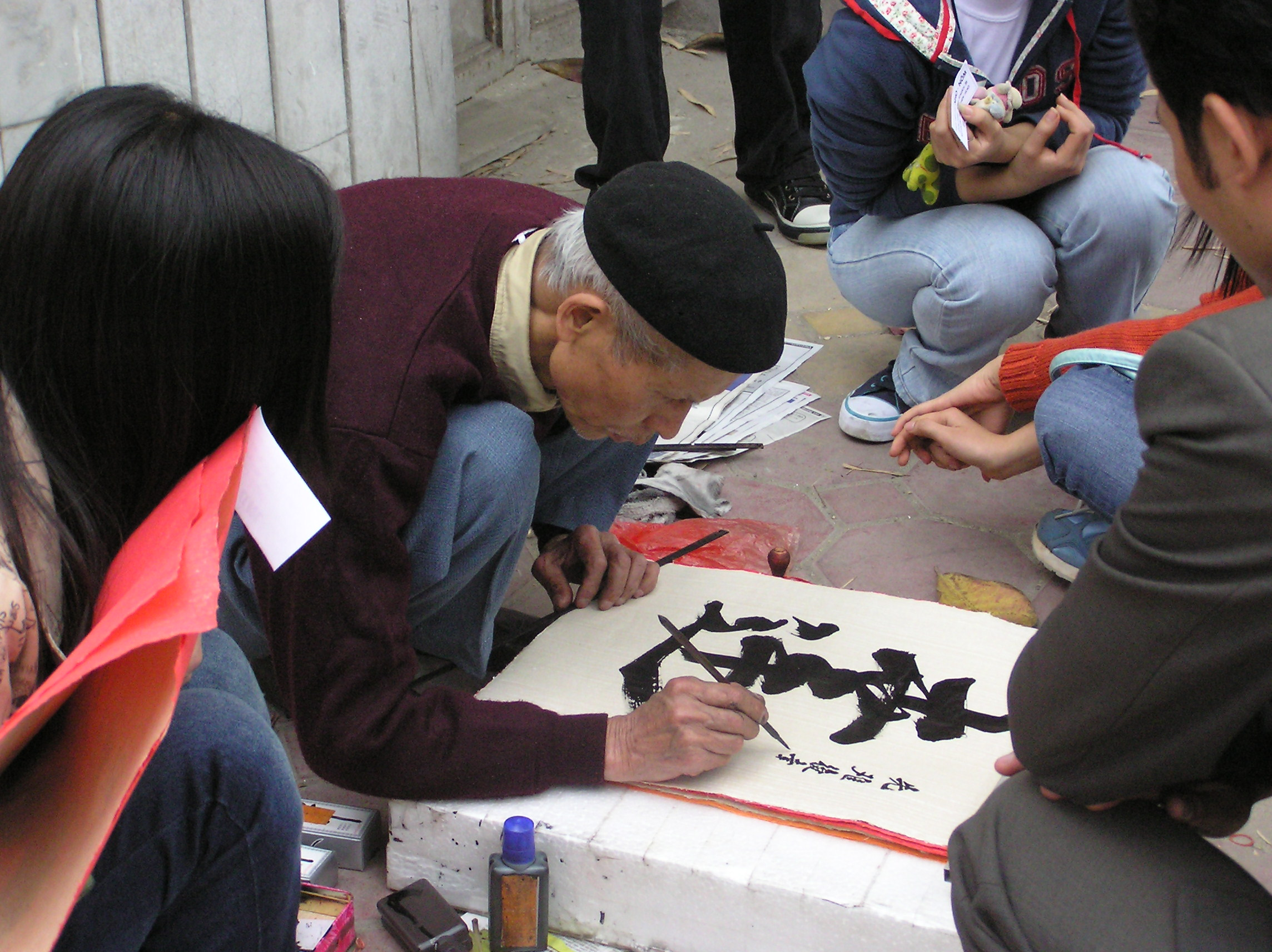
Một ông đồ đang viết thư pháp trên giấy dó tại Văn Miếu-Quốc Tử Giám, Hà Nội, Tết 2006

- In sách: ngày xưa người Việt in bằng công nghệ in giấy bản trên ván gỗ. Ngày nay, nhà thơ Nguyễn Duy sử dụng máy in phun để in trên giấy dó
- Ghi chép: thích hợp với sử dụng bút lông
- Vẽ tranh dân gian
- Đồ chơi Trung Thu
- Vàng mã
- Làm quạt
- Bao bì
- Giấy chống ẩm
- Sản xuất tấm cách âm, cách nhiệt, làm màng loa máy thu thanh
- Mỹ nghệ